# A Little Soul
A Little Soul — сингл британской рок-группы Pulp, из альбома 1998 года This Is Hardcore. Был издан 8 июня 1998 третьим синглом с этого альбома, достиг 22-й позиции в британском чарте синглов.
Би-сайд «Like a Friend» был использован в фильме 1998 года «Большие надежды». Также на эту песню был снят клип, спродюсированный американским телевидением, включающий сцены из фильма. Существует две версии «Like a Friend»: «версия для фильма» (она записана на CD1 и имеет продолжительность 4:33) и редактированная версия длиной 3:58.
Би-сайд «Cocaine Socialism», озаглавленный как «proper recorded version», включён в 2006 году в переиздание альбома This Is Hardcore.

## Списки песен
Британский промо-CD:
1. «A Little Soul»
2. «A Little Soul» (Johnny Dollar Remix)

CD1:
1. «A Little Soul» — 3:23
2. «Cocaine Socialism» — 5:22
3. «Like a Friend» — 4:33

CD2:
1. «A Little Soul» (Alternative Mix) — 3:44
2. «A Little Soul» (Lafayette Velvet Revisited Remix) — 5:13
3. «That Boy’s Evil» — 5:30

Кассета:
1. «A Little Soul» — 3:23
2. «Cocaine Socialism» — 5:22